# Hoffman Estates
Hoffman Estates é uma aldeia localizada no estado americano de Illinois, no Condado de Cook e Condado de Kane. A vila foi fundada em século XIX. Faz parte da região metropolitana de Chicago.

## Demografia
Segundo o censo americano de 2000, a sua população era de 49.495 habitantes.
Em 2006, foi estimada uma população de 52.479, um aumento de 2984 (6.0%).

## Geografia
De acordo com o United States Census Bureau tem uma área de 51,4 km², dos quais 51,0 km² cobertos por terra e 0,4 km² cobertos por água.

## Localidades na vizinhança
O diagrama seguinte representa as localidades num raio de 8 km ao redor de Hoffman Estates.